# Karaganda
Karaganda (în kazahă Qaraghandy; cu alfabet chirilic Қарағанды; cu alfabet arab قاراغاندى; în rusă Караганда, transliterat: Karaganda) este un oraș din Kazahstan și centrul administrativ al provinciei cu același nume. Este cel mai mare centru industrial, comercial, științific și cultural al Kazahstanului. Localitatea a primit statutul de oraș pe 10 februarie 1934 și la momentul actual se întinde pe o suprafață de 550 km². Din punct de vedere administrativ orașul este împărțit în două raioane: Kazîbek bi și Okteabrîskii. Organele locale de conducere sunt akimatul și maslihatul orașului.

## Populație
Orașul Qaraǵandy este cea mai populată localitate din regiune, având o populație de 480.075 de mii de locuitori (2012), și a patra din Kazahstan (după Almatî, Astana și Șîmkent).
Compoziția etnică (1 ianuarie 2010):
- ruși — 214.969 (45,57 %)
- kazahi — 171.038 (36,25 %)
- ucraineni — 22.631 (4,80 %)
- germani — 15.608 (3,31 %)
- tătari — 14.395 (3,05 %)
- coreeni — 7.423 (1,57 %)
- belaruși — 5.484 (1,16 %)
- polonezi — 2.535 (0,54 %)
- ceceni — 2.127 (0,45 %)
- azeri — 1.502 (0,32 %)
- bașchiri — 1.404 (0,30 %)
- mordvini — 1.029 (0,22 %)
- uzbeci — 1.028 (0,22 %)
- moldoveni — 809 (0,17 %)
- ciuvași — 714 (0,15 %)
- lituanieni — 615 (0,13 %)
- greci — 531 (0,11 %)
- alții — 7.933 (1,68 %)
- Total — 480.075 (100,00 %)

## Personalități născute aici
- Gennady Golovkin (n. 1982), boxer kazah.